# Tamás Szombathelyi
Tamás Szombathelyi   () és un pentatleta hongarès, ja retirat, que va competir durant les dècades de 1970 i 1980.
El 1980 va prendre part en els Jocs Olímpics d'Estiu de Moscou, on disputà dues proves del programa de pentatló modern. En ambdues proves, la competició per equips i la individual, guanyà la medalla de plata.
En el seu palmarès també destaquen quatre medalles en el Campionat del Món de pentatló modern, tres de plata i una de bronze entre el 1981 i 1983, així com cinc campionats hongaresos entre el 1975 i 1984.